# هشدار (فیلم ۲۰۲۵)
هشدار یا آلاروم (انگلیسی: Alarum) یک فیلم اکشن، جنایی و دلهره‌آور آمریکایی محصول سال ۲۰۲۵ با بازی سیلوستر استالونه و اسکات ایستوود است.
این فیلم در ایالات متحده در سینماهای منتخب و به صورت ویدیویی در تاریخ ۱۷ ژانویه ۲۰۲۵ منتشر شد. و نقدهای منفی را دریافت کرد.

## داستان
دو جاسوس سرکش از شبکه خارج می‌شوند، ازدواج می‌کنند و در مخفیگاه کابین دورافتاده‌شان مورد حمله آژانس‌های اطلاعاتی مختلف قرار می‌گیرند که به دنبال یک هارد دیسک دزدیده شده‌اند.

## تولید
این فیلم در ۱۳ فوریه ۲۰۲۴ با ۵٫۸۶۳٫۳۹۲ دلار از برنامه اعتبار مالیاتی فیلم اوهایو دریافت کرد.
در ۲۶ فوریه همان سال، اعلام شد که فیلمبرداری در آکسفورد، اوهایو آغاز شد.

## بازخوردها
- در وب‌سایت جمع‌آوری نقد راتن تومیتوز بر اساس رای ۱۳ نقد منتقدان با میانگین دارای امتیاز ۳٫۵ از ۱۰ می‌باشد.
- پیتر سوبچینسکی از راجرایبرت.کام به این فیلم یک ستاره از چهار ستاره اهدا کرد.[۷]
- جف یوینگ از Collider به این فیلم امتیاز ۳ از ۱۰ را داد.[۸]